# Új Köztársaság
Az Új Köztársaság a Csillagok háborúja  kitalált univerzumban egy galaktikus kormányzat, amelyet a Lázadó Szövetség hozott létre a Galaktikus Birodalom helyettesítésére YU 5-ben. Elődje, a Szabad Bolygók Szövetsége feloszlatása után vette át helyét, mint a Galaxis legfontosabb kormányzati hatalma. Az Új Köztársaság magát a Galaktikus Köztársaság eszmei utódjának tartotta.
Az Új Köztársaság ugyanolyan alapokon feküdt, mint a Galaktikus Köztársaság: célja az volt, hogy legyen egy olyan szerv, amely az egész galaxist igazságosan és az egyenlőség elve szerint kormányozza. Az Új Köztársaságot a Luke Skywalker vezette új Jedi Rend védelmezte, mint ahogy a régi Jedi Rend őrizte a régi Köztársaság békéjét.

## Története
Palpatine császár halála az endori csatában, YU 4-ben a Galaktikus Birodalom végét jelentette. A második Halálcsillag elpusztításának és az uralkodó halálának hírét a Lázadók Szövetsége galaxis-szerte gyorsan szétkürtölte. A Coruscanton a civilek és a lázadók Palpatine bukásának hírére felkelést szítottak, melynek során fennhangon ünnepelték a Köztársaság visszatértét.
Egy hónappal később a nyolc legfontosabb tag kiadta az Új Köztársaság Nyilatkozatát, amely lefektette az új kormányzat legfontosabb céljait, értékeit és irányelveit. A nyolc aláíró, a chandrilai Mon Mothma, az alderaani Leia Organa hercegnő, a kothlisi Borsk Fey'lya, a mon calamari Ackbar admirális, a sullusti Sian Tevv, a koréliai Doman Beruss, a kashyyyki Kerrithrarr és az elomi Verrinnefra B'thog Indriummsegh vált az Új Köztársaság ideiglenes kormányának, az Átmeneti Tanácsnak a tagjává.
Az Átmeneti Tanács, így az Új Köztársaság legfontosabb feladatául Coruscant visszafoglalását tűzték ki. Ez inkább szimbolikus, mintsem stratégiai lépés volt: a régi Galaktikus Köztársaság kezdete óta a galaktikus kormányzat székhelye Coruscant volt, így annak megszerzése az egész galaxis szemében törvényessé tette volna az Új Köztársaság hatalmát. Ameddig ez nem sikerült, az ideiglenes kormány és a többi testület más tagbolygókon ült össze. Ezalatt az Átmeneti Tanács folytatta az új kormányzat irányítását és az új törvények létrehozását.